# Oreosomatinae
Die Oreosomatinae sind eine Unterfamilie der Oreosomatidae innerhalb der Petersfischartigen und umfassen neun von zehn Arten der Familie (alle außer Pseudocyttus maculatus). Sie kommen im Atlantik, im Indischen Ozean, im Pazifik und rund um die Antarktis über den Kontinentalabhängen in Tiefen von 400 bis 1800 Metern vor.

## Merkmale
Arten der Oreosomatinae werden 15 bis 47 cm lang und besitzen, wie alle Petersfischartigen, einen hochrückigen, seitlich abgeflachten Körper, große Augen und zwei getrennte Rückenflossen. Die erste wird normalerweise von 6 bis 7, seltener auch von 5 oder 8, Flossenstacheln gestützt, wobei der erste viel kürzer als der zweite Stachel ist. Zwischen den ersten drei Rückenflossenstacheln findet sich ein Arretiermechanismus, mit dem die Flosse in aufrechter Stellung fixiert werden kann (konvergent bei den Grammicolepididae, Zeidae und Zeniontidae). Die Bauchflossen haben einen Flossenstachel und 6, seltener auch 5 oder 7 Weichstrahlen. Die Unterkante der Dentale (Unterkieferknochen) ist gesägt, ebenso die Hinterkante des Supracleithrum, eines Knochens des Schultergürtels. Der Kiemendeckel ist entlang seiner hervortretenden Kanten mit stachligen Schuppen besetzt. Die Hypuralia 1 und 2 sind miteinander und mit dem Wirbelkörper zusammengewachsen, ebenso die Hypuralia 3 und 4, die aber normalerweise nicht mit dem Wirbelkörper verschmolzen sind (konvergent bei Parazen pacificus). Die Anzahl der Wirbel liegt bei 37 bis 40, seltener zählt man auch 36 oder 41 Wirbel.

## Systematik

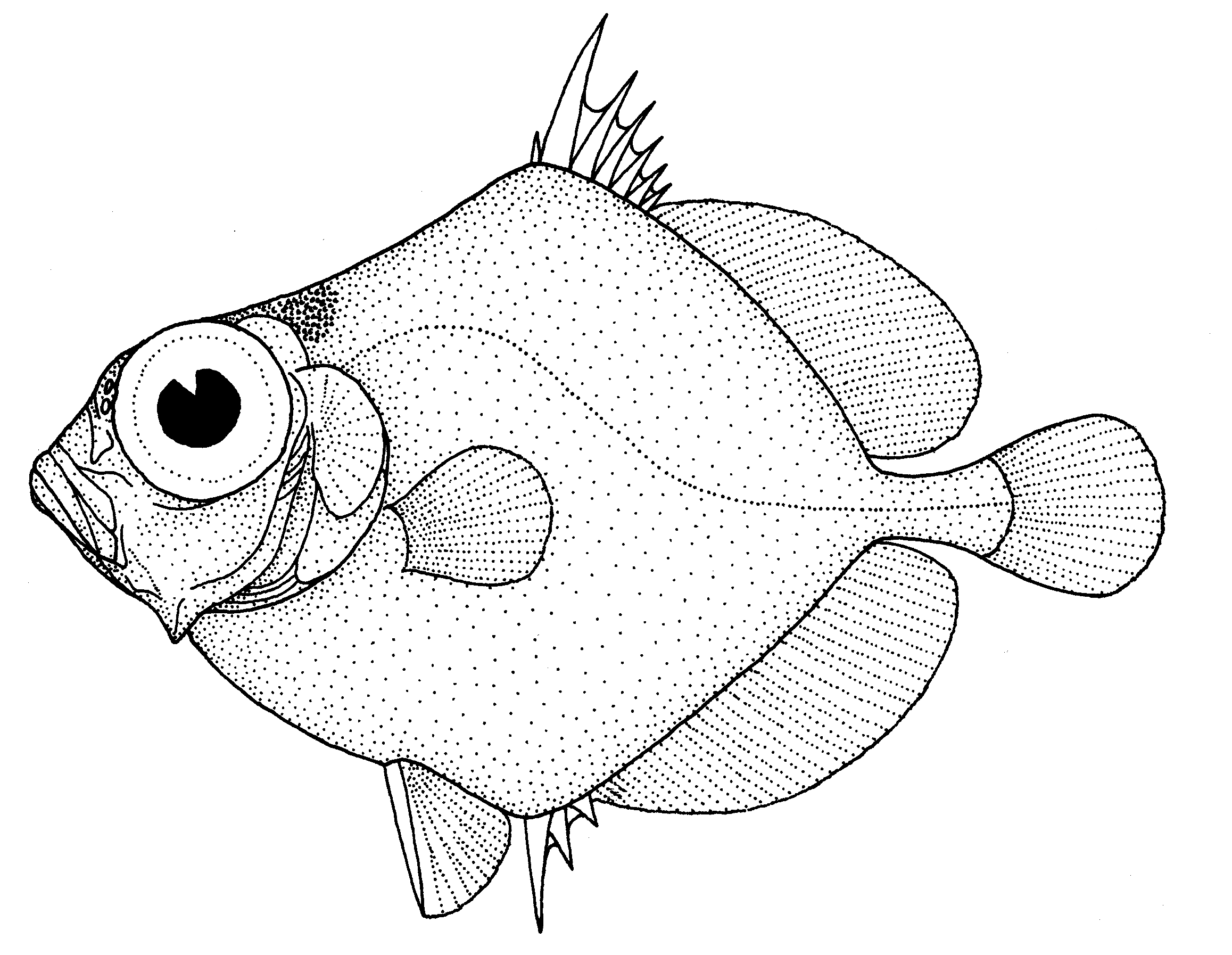
Neocyttus rhomboidalis

Es gibt neun Arten in drei Gattungen:
- Gattung Allocyttus
  - Allocyttus folletti Myers, 1960
  - Allocyttus guineensis Trunov & Kukuev, 1982
  - Allocyttus niger James, Inada & Nakamura, 1988
  - Allocyttus verrucosus (Gilchrist, 1906)
- Gattung Neocyttus
  - Neocyttus acanthorhynchus Regan, 1908
  - Neocyttus helgae (Holt & Byrne, 1908)
  - Neocyttus psilorhynchus Yearsley & Last, 1998
  - Neocyttus rhomboidalis Gilchrist, 1906
- Gattung Oreosoma
  - Oreosoma atlanticum Cuvier, 1829